# Naso fageni
Naso fageni és una espècie de peix pertanyent a la família dels acantúrids.

## Descripció
- Pot arribar a fer 80 cm de llargària màxima.
- Cos oval i comprimit.
- 5 espines i 24-26 radis tous a l'aleta dorsal i 2 espines i 23-25 radis tous a l'anal.
- És de color gris olivaci.[5][6][7]

## Hàbitat
És un peix marí, associat als esculls i de clima tropical que viu entre 3 i 35 m de fondària.

## Distribució geogràfica
Es troba des de Kenya fins a les illes Bazaruto (Moçambic), Aldabra, les illes Seychelles, les illes Filipines, el sud del Japó i Indonèsia.

## Observacions
És inofensiu per als humans.